# چابوکا گراندا

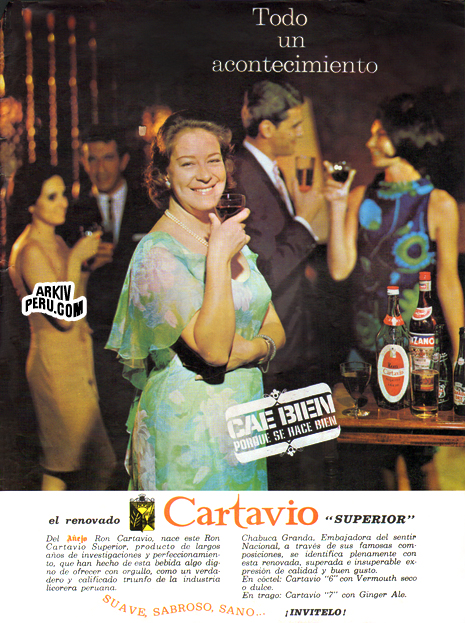
نگارهٔ چابوکا گراندا (لباس سبز) در سال ۱۹۶۷

ماریا ایزابل گراندا ای لارکو با نام هنری چابوکا گراندا (زادهٔ ۳ سپتامبر ۱۹۲۰ - درگذشتهٔ ۸ مارس ۱۹۸۳)، خواننده و آهنگ‌ساز اهل پرو بود.

## زندگی‌نامه
چابوکا گراندا در محله معدن کوتابامباس اوراریا (امروزه بخشی از معدن لاس بامباس) در ناحیه فعلی پروگرسو در استان گرائو، منطقه آپوریماک در پرو به دنیا آمد.
بخشی از دوران کودکی او، تا سن دوازده سالگی، در مزرعه‌ای در «باجادا د لس بانوس» در ناحیهٔ بارانکو سپری شد. او خوانندگی را در ۱۲ سالگی آغاز کرد، و به دلیل صدای سوپرانوی خود، به گروه کر مدرسه پیوست. وی همچنین به عنوان نایب رئیس انجمن آواز منصوب شد. پس از اتمام تحصیلات مدرسه، دوره‌های رایگان را در مؤسسه مطالعات عالی زنان، دانشگاه پاپی کاتولیک پرو دنبال کرد. در سال ۱۹۴۲ با سرباز برزیلی انریکه دمتریو فولر دا کاستا در لیما ازدواج کرد و از او صاحب سه فرزند شد: ادواردو انریکه، ترزا ماریا ایزابل و کارلوس انریکه فولر گراندا. چابوکا حمایت شوهرش را برای ادامه حرفه موسیقی خود دریافت نکرد، بنابراین زندگی زناشویی او کوتاه بود، و در سال ۱۹۵۲ با طلاق پایان یافت، پس از آن، در حدود ۳۰ سالگی، او شروع به ساخت آهنگ‌های خود کرد.